# Edmund Kamm
Edmund Kamm (* 20. Juni 1825 in Wertheim; † 7. April 1895 in Konstanz) war ein deutscher Jurist und Politiker.

## Leben
Als Sohn eines Kreisassessors geboren, studierte Kamm nach dem Besuch des Karlsruher Gymnasiums Rechtswissenschaften in Heidelberg und Jena. Während seines Studiums wurde er 1843 kurzzeitig Mitglied des Corps Suevia Heidelberg. Gemeinsam mit seinem Schulfreund Joseph Victor von Scheffel gehörte er 1844 als Gründungsmitglied der Burschenschaft Allemannia I an. Er wurde 1845 Mitglied der Burschenschaft Allemannia II und der Burschenschaft Teutonia Jena. 1846 war er einer der Gründer der Alten Heidelberger Burschenschaft Franconia. In Karlsruhe gehörte er dem Falstaff-Club an. Nach seinem Examen 1848 und seiner Zeit als Rechtspraktikant und Hilfsarbeiter bei den Bezirksämtern Rastatt, Waldkirch, Freiburg im Breisgau und im badischen Finanzministerium wurde er Amtsrevisoratsassistent in Karlsruhe. 1852 arbeitete er als Amtsverweser in Bühl und wurde dann Sekretär bei Hofgericht des Mittelrheinkreises in Offenburg. 1854 wurde er als Amtsverweser in Bretten eingesetzt und Referendar, 1855 Amtsassessor in Schönau und 1857 Amtsrichter in Pforzheim. 1862 ging er als Hofgerichtsassessor nach Konstanz, wo er 1863 Hofgerichtsrat wurde. 1864 war er als Kreisgerichtsrat tätig, ab 1869 als Appellationsgerichtsrat in Karlsruhe, 1877 als Oberhofgerichtsrat in Mannheim und ab 1879 als Oberlandesgerichtsrat in Karlsruhe. 1892 wurde er Landesgerichtspräsident in Mosbach und 1893 in Konstanz. 1893 erhielt er seine Berufung in die Erste Kammer der Badischen Ständeversammlung.

## Ehrungen
- 1877: Badischer Orden vom Zähringer Löwen, Ritterkreuz 1. Klasse
- 1890: Badischer Orden vom Zähringer Löwen, Ritterkreuz 1. Klasse mit Eichenlaub
- 1890: Badischer Orden vom Zähringer Löwen, Kommandeurkreuz 2. Klasse